# Difluoruro de xenón
El difluoruro de xenón es un poderoso agente fluorante con la fórmula química XeF2, y uno de los compuestos de xenón más estables. Como la mayoría de los fluoruros inorgánicos covalentes, es sensible a la humedad. Se descompone al entrar en contacto con la luz o el vapor de agua, pero por lo demás es estable en el almacenamiento. El difluoruro de xenón es un sólido cristalino blanco denso.
Tiene un olor nauseabundo y baja presión de vapor.

## Estructura
El difluoruro de xenón es una molécula lineal con una longitud de enlace Xe–F de 197.73 ± 0.15 pm en la etapa de vapor y 200 pm en la fase sólida. La disposición del embalaje en XeF2 sólido muestra que los átomos de flúor de las moléculas vecinas evitan la región ecuatorial de cada molécula de XeF2. Esto concuerda con la predicción de la teoría VSEPR, que predice que hay 3 pares de electrones no enlazados alrededor de la región ecuatorial del átomo de xenón.
A altas presiones, se pueden obtener nuevas formas no moleculares de difluoruro de xenón. Bajo una presión de ~50 GPa, XeF2 se transforma en un semiconductor que consiste en unidades de XeF4 unidas en una estructura bidimensional, como el grafito. A presiones aún más altas, superiores a 70 GPa, se vuelve metálico, formando una estructura tridimensional que contiene unidades de XeF8. Sin embargo, un estudio teórico reciente ha puesto en duda estos resultados experimentales.
Los enlaces Xe–F son débiles. XeF2 tiene una energía de enlace total de 267.8 kJ/mol (64 kcal/mol), con energías de enlace primera y segunda de 184.1 kJ/mol (44 kcal/mol) y 83.68 kJ/mol (20 kcal/mol), respectivamente. Sin embargo, XeF2 es mucho más robusto que KrF2, que tiene una energía de enlace total de solo 92.05 kJ/mol (22 kcal/mol)..

## Química

### Síntesis
La síntesis procede por esta simple reacción:
Xe + F2 → XeF2
La reacción necesita calor, irradiación o una descarga eléctrica. El producto es un sólido. Se purifica por destilación fraccionada o condensación selectiva utilizando una línea de vacío.
El primer informe publicado de XeF2 fue en octubre de 1962 por Chernick, et al. Sin embargo, aunque publicado más tarde, XeF2 probablemente fue creado por primera vez por Rudolf Hoppe en la Universidad de Münster, Alemania, a principios de 1962, al hacer reaccionar mezclas de gases de flúor y xenón en una descarga eléctrica. Poco después de estos informes, Weeks, Cherwick y Matheson, del Laboratorio Nacional Argonne, informaron la síntesis de XeF2 utilizando un sistema totalmente de níquel con ventanas de alúmina transparentes, en las que partes iguales de gases Xe y F2 reaccionan a baja presión tras la irradiación de una fuente ultravioleta para dar XeF2. Williamson informó que la reacción funciona igualmente bien a presión atmosférica en un bulbo de vidrio Pyrex seco utilizando la luz solar como fuente. Se observó que la síntesis funcionó incluso en días nublados.
En las síntesis anteriores, el reactivo F2 se había purificado para eliminar HF. Šmalc y Lutar descubrieron que si se omite este paso, la velocidad de reacción avanza cuatro veces la velocidad original..
En 1965, también se sintetizó haciendo reaccionar el gas xenón con difluoruro de dioxígeno.

### Solubilidad
XeF2 es soluble en solventes como BrF
5, BrF
3, IF
5, HF anhidro y CH
3CN, sin reducción ni oxidación. La solubilidad en HF es alta, a 167g por 100g de HF a 29.95 °C.

### Compuestos derivados del xenón
Otros compuestos de xenón pueden derivarse del difluoruro de xenón. El compuesto inestable de organoxenón Xe(CF3)2 puede hacerse irradiando hexafluoroetano para generar radicales CF3· y pasando el gas sobre XeF2. El sólido blanco ceroso resultante se descompone completamente en 4 horas a temperatura ambiente.
El catión XeF+ se forma combinando el difluoruro de xenón con un fuerte aceptor de fluoruro, como un exceso de pentafluoruro de antimonio líquido (SbF5):
XeF2 + SbF5 → XeF+
 + SbF−
6
Al agregar xenón gaseoso a esta solución amarillo pálido a una presión de 2-3 atm produce una solución verde que contiene el ion paramagnético Xe+
2, el cual contiene enlaces Xe-Xe: ("apf" denota solución en SbF
5 líquido)
3 Xe (g) + XeF+
 (apf) + SbF
5 (l) ⇌ 2 Xe+
2 (apf) + SbF−
6 (apf)
Esta reacción es reversible; al remover el xenón gaseoso de la solución provoca que el ion Xe+
2 vuelva a gas xenón y XeF+
, y el color de la solución vuelve a ser amarillo pálido.
En presencia de HF líquido, pueden precipitarse cristales verde oscuro de la solución verde a -30 °C:
Xe+
2 (apf) + 4 SbF−
6 (apf) → Xe+
2Sb
4F−
21 (s) + 3 F−
 (apf)
La cristalografía de rayos X indica que la longitud de los enlaces Xe-Xe en este compuesto es de 309 pm, indicando un enlace muy débil. El ion Xe+
2 es isoelectrónico con el ion I−
2, que también es verde oscuro.

### Química de coordinación
El enlace en la molécula XeF2 se describe adecuadamente mediante el modelo de enlace de tres centros y cuatro electrones.
XeF2 puede actuar como ligando en complejos de coordinación de metales. Por ejemplo, en solución de HF:
Mg(AsF6)2 + 4 XeF
2 → [Mg(XeF2)4](AsF6)2
El análisis cristalográfico muestra que el átomo de magnesio está coordinado con 6 átomos de flúor. Cuatro de los flúor se atribuyen a los cuatro ligandos de difluoruro de xenón, mientras que los otros dos son un par de ligandos cis-AsF−
6.
Una reacción similar es:
Mg(AsF6)2 + 2 XeF
2 → [Mg(XeF2)2](AsF6)2
En la estructura cristalina de este producto, el átomo de magnesio está coordinado octaédricamente y los ligandos XeF2 son axiales mientras que los ligandos AsF−
6 son equatoriales.
Se han observado muchas de estas reacciones con productos de la forma [Mx(XeF2)n](AF6)x, donde M puede ser Ca, Sr, Ba, Pb, Ag, La o Nd y A puede ser As, Sb o P.
Recientemente, se sintetizó un compuesto en el que un átomo metálico estaba coordinado únicamente por átomos de flúor de XeF2:
2 Ca(AsF6)2 + 9 XeF2 → Ca2(XeF2)9(AsF6)4
Esta reacción requiere un gran exceso de difluoruro de xenón. La estructura de la sal es tal que la mitad de los iones Ca2+ están coordinados por átomos de flúor del difluoruro de xenón, mientras que otros iones Ca2+ están coordinados por ambos XeF2 y AsF−
6.

## Aplicaciones

### Como agente fluorante
El difluoruro de xenón es un fuerte agente fluorante y oxidante. Con aceptores de iones fluoruro, este forma especies XeF+
 y Xe
2F+
3 que son fluorantes aún más potentes.
Entre las reacciones de fluoración que sufre el difluoruro de xenón se encuentran:
- Fluoración oxidativa:

Ph
3TeF + XeF
2 → Ph
3TeF
3 + Xe
- Fluoración reductiva:

2 CrO
2F
2 + XeF
2 → 2 CrOF
3 + Xe + O
2
- Fluoración aromática:

- Fluoración de alquenos:

- Fluoración de Radicales en reacciones de fluoración descarboxilativa de radicales, en reacciones de tipo Hunsdiecker donde el difluoruro de xenón se usa para generar el radical intermedio así como la fuente de transferencia de flúor,[26] y en la generación de radicales arilo a partir de aril silanos:[27]

XeF
2 es selectivo sobre qué átomo fluora, lo que lo convierte en un reactivo útil para fluorar heteroátomos sin tocar otros sustituyentes en compuestos orgánicos. Por ejemplo, fluora el átomo de arsénico en la trimetilarsina, pero deja intactos los grupos metilo:
(CH3)3As + XeF
2 → (CH3)3AsF2 + Xe
XeF
2 puede usarse de manera similar para preparar sales de N-fluoroamonio, útiles como reactivos de transferencia de flúor en síntesis orgánica, a partir de la amina terciaria correspondiente:
[R-N+(CH2CH2)3N:][BF4-] + XeF
2 + NaBF
4 → [R-N+(CH2CH2)3N+-F][BF4-]2 + NaF + Xe
XeF
2 también descarboxilará oxidativamente los ácidos carboxílicos a los fluoroalcanos correspondientes:
RCOOH + XeF
2 → RF + CO
2 + Xe + HF
Se ha encontrado que el tetrafluoruro de silicio actúa como un catalizador en la fluoración por XeF
2.

### Como un grabador químico
El difluoruro de xenón también se usa como grabador isotrópico gaseoso para el silicio, particularmente en la producción de sistemas microelectromecánicos (MEMS), como se demostró por primera vez en 1995. Los sistemas comerciales utilizan el grabado por pulsos con una cámara de expansión,  Commercial
systems use pulse etching with an expansion chamber Brazzle, Dokmeci, et al., describen este proceso:
El mecanismo del grabado es el siguiente. Primero, el XeF
2 se adsorbe y disocia a xenón (Xe) y flúor (F) en la superficie del silicio. El flúor es el principal grabador en el proceso de grabado de silicio. La reacción que describe el silicio con XeF
2 es
2 XeF
2 + Si → 2 Xe + SiF
4
XeF
2 tiene una tasa de grabado relativamente alta y no requiere bombardeo de iones o fuentes de energía externas para grabar el silicio.

## Otras lecturas
- Greenwood, Norman Neill; Earnshaw, Alan (1997). Chemistry of the Elements (2nd edición). Butterworth-Heinemann. p. 894. ISBN 978-0-7506-3365-9.